# Aaron Donnelly
Aaron Donnelly, né le 27 février 1991 à Wollongong, est un coureur cycliste australien.

## Palmarès sur route

### Par années
- 2009
  -  Champion d'Océanie du contre-la-montre juniors
- 2010
  - 1re étape du Tour de Thuringe (contre-la-montre par équipes)
- 2011
  -  Médaillé de bronze au championnat d'Océanie du contre-la-montre espoirs
- 2012
  - 2e de la Melbourne to Warrnambool Classic
  - 3e du Tour of the Murray River
- 2013
  - 1re étape du Herald Sun Tour
  - 3e étape du Tour de Toowoomba (contre-la-montre par équipes)
  - 2e étape du Jelajah Malaysia
  - 2e du Herald Sun Tour
- 2014
  - Prologue du Tour de Southland (contre-la-montre par équipes)

### Classements mondiaux
| Année            | 2013 | 2014 |
| ---------------- | ---- | ---- |
| UCI Asia Tour    | 242e |      |
| UCI Oceania Tour |      | 51e  |

## Palmarès sur piste

### Championnats d'Océanie
- 2007
  -  Médaillé d'argent de la poursuite par équipes juniors

### Championnats nationaux
- 2008
  -  Champion d'Australie de l'américaine juniors (avec Luke Davison)
  - 3e du championnat d'Australie de poursuite par équipes juniors
- 2009
  - 2e du championnat d'Australie de poursuite par équipes juniors
  - 2e du championnat d'Australie de course aux points juniors